# Hispania Baetica

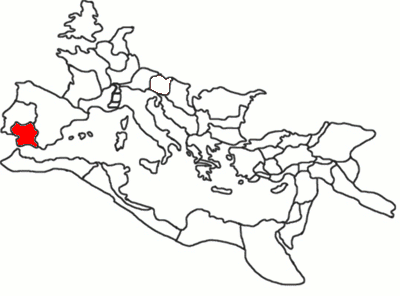
Provincia romană Hispania Baetica, 120 d.Hr.

Hispania Baetica era una dintre cele trei provincii romane din Hispania, (astăzi Iberia). Hispania Baetica se mărginea la vest cu Lusitania (astăzi Portugalia) și la nord-est cu Hispania Terraconensis. Baetica era redenumită Andalucia de mauri în secolul al VIII-lea. 
Înainte de romanizare, zona muntoasă care urma să devină Baetica era ocupată de mai multe grupuri tribale iberice. Influența celtă nu era atât de puternică precum în nordul celtiberic. După afirmațiile geografului Claudius Ptolemeu, indigenii erau puternicul trib al turdetanilor în valea Guadalquivirului în vest, mărginindu-se cu Lusitania, și tribul parțial elenizat al turdulilor cu orașul lor Baelon, în hinterlandul din spatele coloniilor comerciale feniciene de pe coastă, pe ai căror locuitori puni Ptolemeu îi numea "bastuli." Orașul fenician Gadira (Cadiz) se afla pe o insulă pe coasta Hispaniei Baetica. Alți iberi importanți erau bastetanii, care ocupau regiunile Almería și Granada muntoasă. Către sud-est, influența punică se răspândi de la orașele cartagineze de pe coastă: Noua Cartagină (în epoca romană Cartago Nova, astăzi Cartagena), Abdera și Malaca (Málaga).
Unele orașe iberice și-au păstrat numele preindoeuropene chiar în perioada romană în Baetica. Granada era numită tot Eliberri, Illiberis și Illiber de romani; în bască, "iri-berri" sau "ili-berri", încă înseamnă "oraș nou".
Sudul peninsulei iberice era bogat din punct de vedere agricultural, exportând vinuri, ulei de măsline și sosul de pește fermentant numit garum care erau produse de bază ale economiei mediteraneene, produsele acesteia făcând parte din economia Mediteranei occidentale înainte de cucerirea romană din 206 î.Hr.. După înfrângerea Cartaginei în al doilea război punic care și-a găsit casus belli pe coasta Baeticii la Saguntum, Hispania a fost puternic romanizată în timpul secolului al II-lea î.Hr., după revoltele pornite de turdetani în 197. Celtiberii din partea centrală și nord-estică au urmat în curând. În cele din urmă, Marcus Porcius Cato, care a devenit consul în 195 î.Hr. și a primit comanda întregii peninsule a înăbușit răscoala din nord-est și din valea Ebrului. Apoi, a mărșăluit către sud, înăbușind revolta turdetanilor. Cato s-a întors la Roma în 194, lăsând în sarcina a doi praetori cele două provincii iberice. Către sfârșitul Republicii Romane, Hispania a rămas împărțită, asemenea Galiei, într-o provincie "apropiată" și una "depărtată", din punctul de vedere al armatei care venea din Galia: Hispania Citerior (regiunea râului Ebru), și Ulterior (regiunea Guadalquivirului). Bătăliile din Hispania din timpul secolului I î.Hr. s-au dat mai ales în nord.
În cadrul reorganizării Imperiului din 14 d.Hr., când Hispania era reîmpărțită în trei provincii imperiale, Baetica era condusă de un proconsul, care fusese înainte un praetor. Provincia a fost poreclită Baetica Felix, aici dezvoltându-se o societate dinamică, de un nivel economic și social mediu, care a absorbit sclavii eliberați, și care era superioară numeric elitelor bogate. Provincia senatorială Baetica era atât de sigură, încât staționarea permanentă a unei legiuni nu mai era necesară.
Columella, care a scris un tratat în douăsprezece volume legat de toate aspectele agriculturii romane și al viticulturii venea din Baetica. Marile plantații de măsline din provincie trimiteau ulei de măsline din porturile de coastă pentru aprovizionarea armatelor romane. Amfore din Baetica au fost descoperite peste tot în Imperiul Roman de Apus. Pentru a păstra aprovizionarea maritimă a legiunilor ormane, Imperiul trebuia să aibă sub control coastele Lusitaniei și ale coastei atlantice din nordul Hispaniei.
Baetica era bogată și puternic romanizată, fapte răsplătite de împăratul Vespasian la acordarea Ius latii care extindea drepturile referitoare la cetățenia romană (latinitas) locuitorilor Hispaniei, o onoare care-i asigura loialitatea elitei și clasei de mijloc a provinciei. 
Împărații romani Traian (primul împărat de origine provincială) și Hadrian au fost originari din Hispania Baetica. Provincia a rămas romană până la invazia scurtă a vandalilor și alanilor din secolul al V-lea, urmată de regatul permanent al vizigoților.
Compozitorul de la începutul secolului al XX-lea Manuel de Falla a scris o Fantasia Baetica pentru pian, folosind melodii andaluze.